# Mallophora inca
Mallophora inca là một loài ruồi trong họ Asilidae. Mallophora inca được Curran miêu tả năm 1941. Loài này phân bố ở vùng Tân nhiệt đới.